# El Remei
El Remei – miejscowość w Hiszpanii, w Katalonii, w prowincji Girona, w gminie Bolvir.
Według danych INE z 2005 roku miejscowość zamieszkiwało 15 osób.